# ヨシゴイ
ヨシゴイ（葦五位、葭五位、Ixobrychus sinensis）は、ペリカン目サギ科ヨシゴイ属に分類される鳥類。

## 分布
種小名sinensisは「中国産の」の意。
インド、インドネシア、オマーン、カンボジア、シンガポール、スリランカ、ソロモン諸島、タイ、大韓民国、中華人民共和国、台湾、朝鮮民主主義人民共和国、日本、パキスタン、パプアニューギニア、パラオ、バングラデシュ、フィリピン、ブルネイ、ベトナム、マーシャル諸島、マレーシア、ミクロネシア連邦、モルジブ、ラオス、ロシア
日本には九州以北に夏季に繁殖のため飛来（夏鳥）するが、本州中部以南では越冬例もある。

## 形態
全長31-38cm。翼開張53cm。上面は褐色、下面は淡黄色の羽毛で覆われる。小雨覆や中雨覆、大雨覆の色彩は淡褐色、初列雨覆や風切羽の色彩は黒い。
虹彩は黄色。嘴の色彩はオレンジがかった黄色。
幼鳥は下面が白い羽毛で覆われ、全身に褐色の縦縞が入る。オスは額から頭頂にかけて青みがかった黒い羽毛で覆われる。また頸部から胸部にかけて不鮮明な淡褐色の縦縞が1本入る。
メスは額から頭頂にかけて赤褐色の羽毛で覆われ、額に暗色の縦縞が入る個体もいる。また頸部から胸部にかけて不鮮明な褐色の縦縞が5本入る。

## 生態

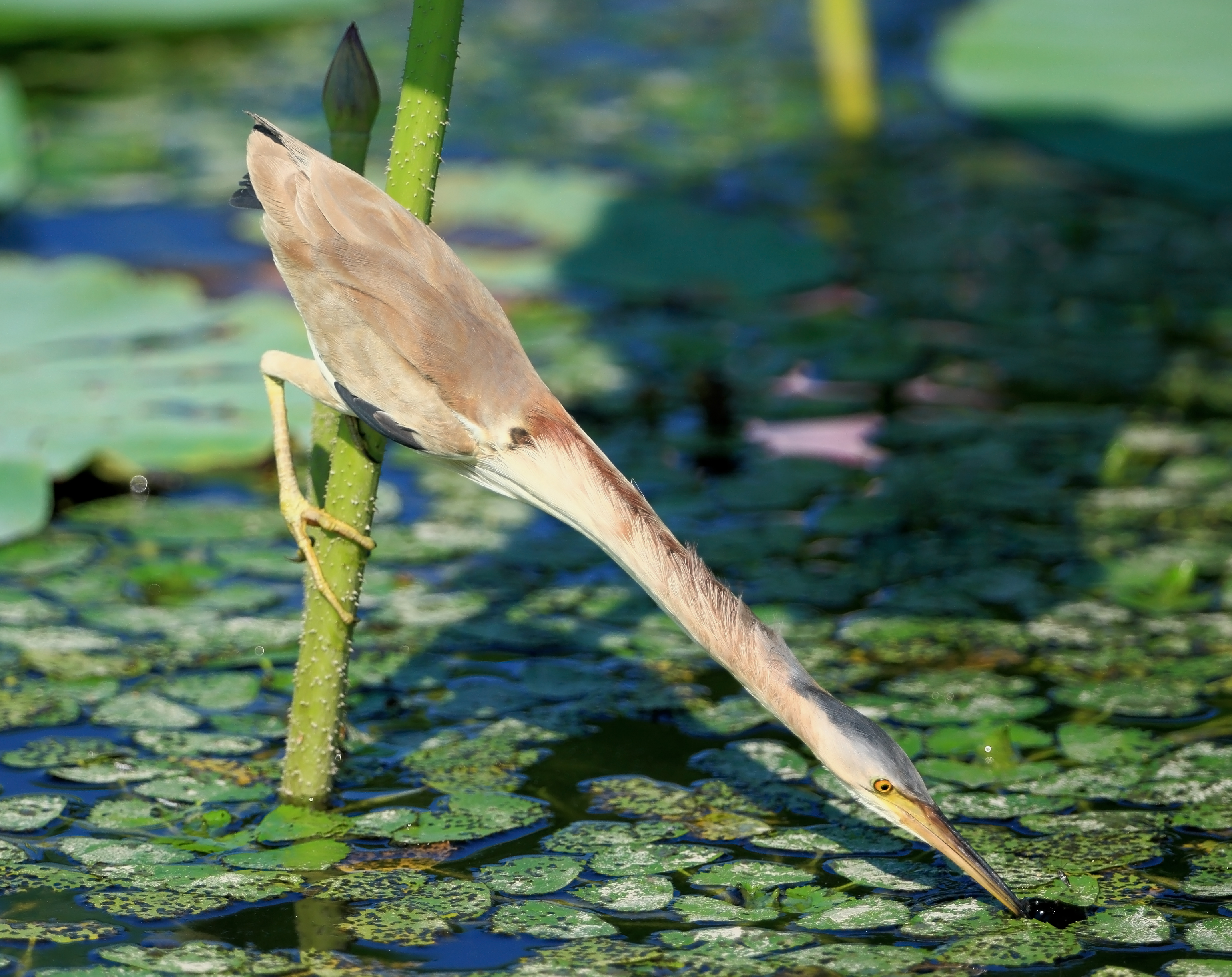
水中の魚を捕食するために頸部を伸ばしている。

湿原や湖、池沼、水田などに生息する。ヨシ原に生息することが和名の由来。単独もしくはペアで生活する。薄明薄暮性。開けた場所には現れず、ヨシ原を低空飛行し獲物を探す。危険を感じると上を見上げて頸部を伸ばし、静止したり左右に揺れる。これにより下面の斑紋がヨシの草と見分けづらくなり、擬態すると考えられている。
食性は動物食で、魚類、両生類、昆虫、甲殻類などを食べる。水辺や植物の茎の間で獲物を待ち伏せし、通りかかった獲物を頸部を伸ばして捕食する。
繁殖形態は卵生。茎や葉を束ねた皿状の巣に、日本では5-8月に3-7個の卵を産む。雌雄交代で抱卵し、抱卵期間は17-20日。雛は孵化後約15日で巣立つ。

## 和名について
ヨシゴイの和名は江戸時代中期の和漢三才図会にすでに見られ中国で言われるところの𪇆𪄻（サヤツキドリ）と呼ばれる鳥は日本で言うところの蘆五位鷺（ヨシゴイサギ）の事を指しているのではないか、と記されている。この項目については空想を交えた作者の推測によるものであり現在言うところのヨシゴイとの関連性を示すものでは無いが、当時からすでに「蘆五位鷺（ヨシゴイサギ）」という呼称自体は存在していたことを示す史料となっている。ゴイ（五位）の由来についてはゴイサギを参照。

## 人間との関係
開発による生息地の破壊などにより生息数は減少している。
準絶滅危惧（NT）（環境省レッドリスト）

## 画像

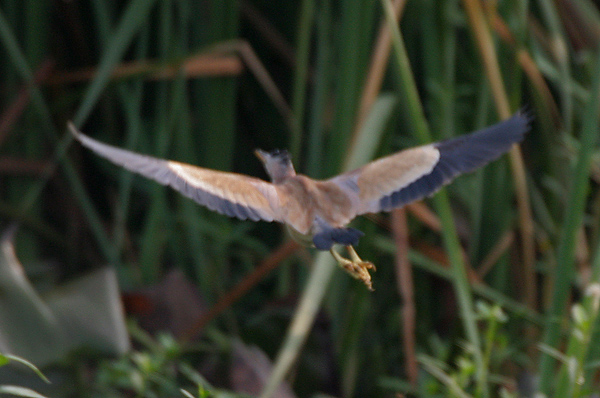
飛翔時
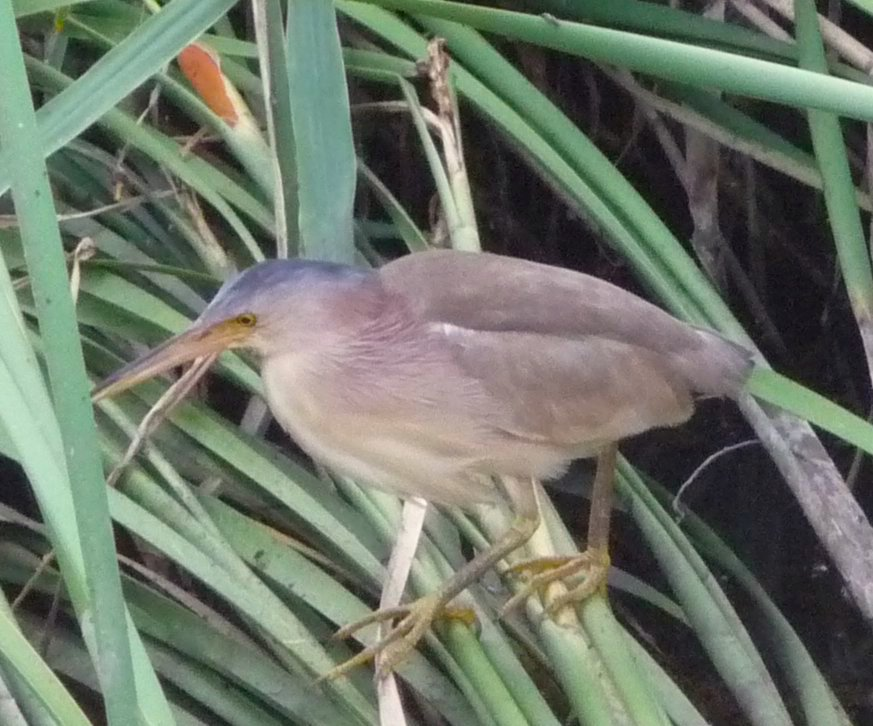
1）給餌のため鳴かずに幼鳥を探す親
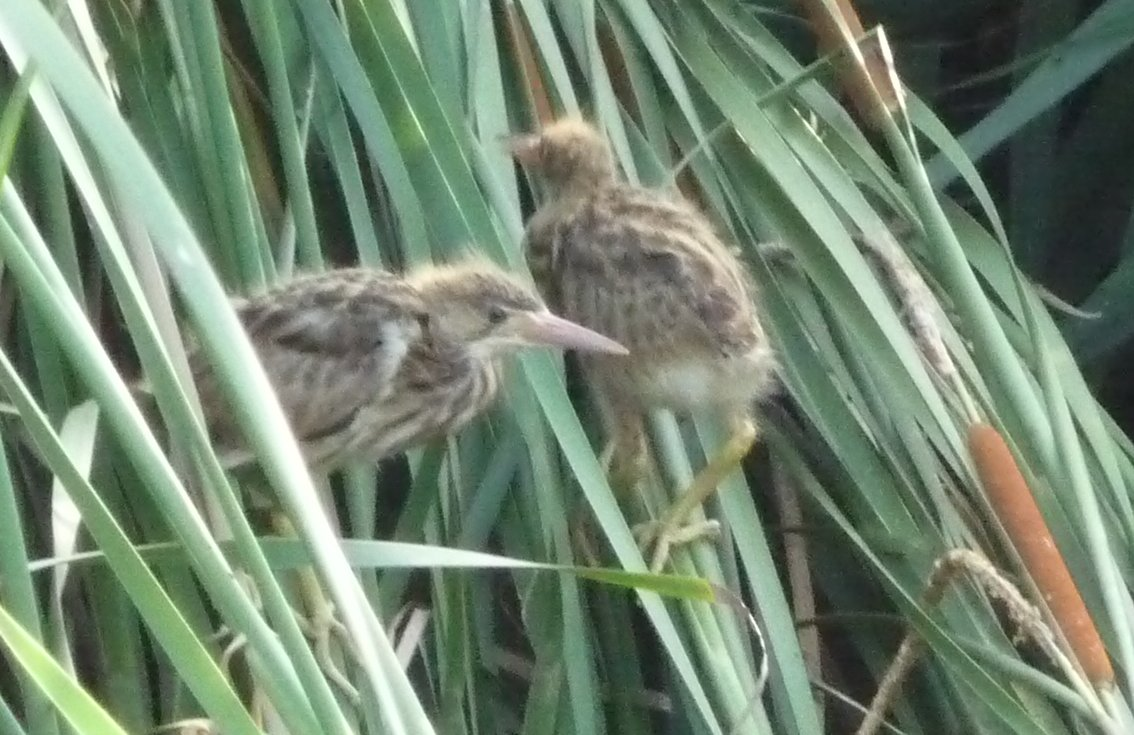
2）親に気づき繁みから出た幼鳥
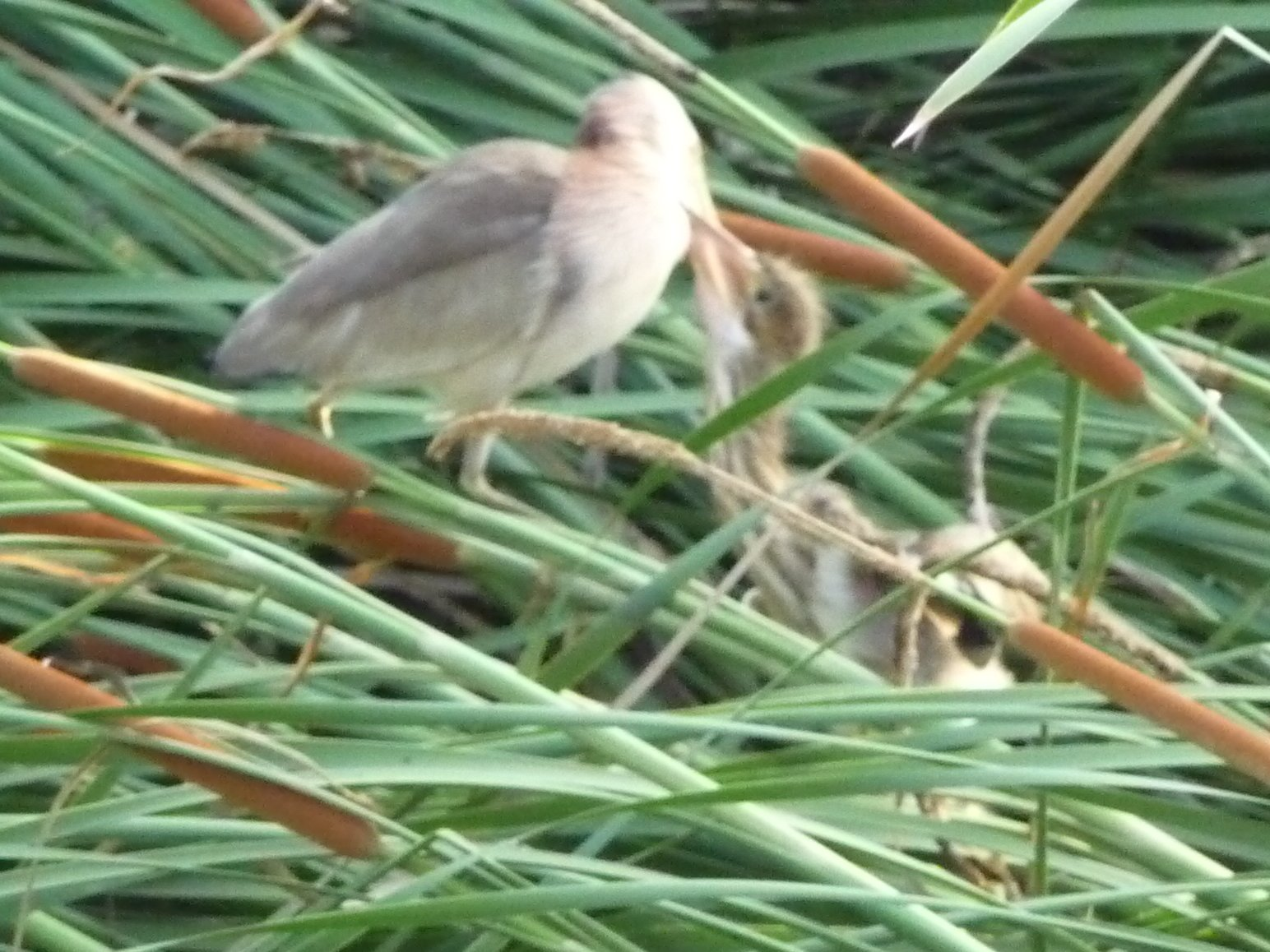
3）幼鳥への給餌